# Anna Paťková
Anna Paťková (16. června 1922 – ???) byla česká a československá politička a poúnorová bezpartijní poslankyně Národního shromáždění ČSSR a Sněmovny lidu Federálního shromáždění.

## Biografie
V roce 1954 kandidovala do Místního národního výboru v obci Nová Včelnice. Je tehdy uváděna jako zaměstnankyně podniku Partex a v hodnocení ji obecní kronika popisuje následovně: „Její klidnou a rozvážnou povahu se řadí mezi dobré pracovníky podniku a velmi se zajímá o veřejný život. Na schůzích má velmi dobré připomínky“. Ve volbách obdržela 90 % hlasů a stala se členkou MNV.
Ve volbách roku 1960 byla zvolena do Národního shromáždění ČSSR za Jihočeský kraj jako bezpartijní kandidátka. I nyní uváděna jako dělnice závodu Partex. Mandát obhájila ve volbách v roce 1964. V Národním shromáždění zasedala až do konce jeho funkčního období v roce 1968. V roce 1965 obdržela čestné uznání Okresního výboru KSČ a Okresního národního výboru. K roku 1968 se profesně uvádí jako dělnice z obvodu Dačice.
Po federalizaci Československa usedla roku 1969 do Sněmovny lidu Federálního shromáždění (volební obvod Dačice), kde setrvala až do konce volebního období, tedy do voleb roku 1971.